# Hypsicera rugosa
Hypsicera rugosa là một loài tò vò trong họ Ichneumonidae.